# Z Moskwy po Berlin
Z Moskwy po Berlin – komputerowa strategiczna gra czasu rzeczywistego wyprodukowana przez węgierskie studio Digital Reality i wydana przez Monte Cristo na platformę PC 24 października 2005 roku.

## Fabuła
Akcja gry ma miejsce na froncie wschodnim podczas II wojny światowej po zerwaniu przez Niemcy paktu Ribbentrop-Mołotow ze Związkiem Radzieckim. Bitwy rozgrywają się pod Moskwą by ostatecznie poprzez Stalingrad przenieść się do Berlina.

## Rozgrywka
Gra została podzielona na trzy kampanie, na które składa się 20 scenariuszy. W grze zawarto około 80 różnych jednostek, takich jak m.in. piętnaście typowych dla frontu wschodniego (np. samoloty Ił-2, czołgi T-34, czy KV-1).
Gra działa na silniku graficznym firmy Digital Reality.
W grze zwarty został tryb gry wieloosobowej umożliwiający grę w sieci lokalnej lub przez Internet. Do trybu dodano 10 map.